# Chase Ford
Jordan Chase Ford (Corrigan, 17 luglio 1990) è un giocatore di football americano statunitense che gioca nel ruolo di tight end per i Minnesota Vikings della National Football League (NFL). Non selezionato nell'ambito del Draft NFL 2012, fu in seguito ingaggiato dai Philadelphia Eagles come undrafted free agent. Al college ha giocato a football presso l’Università di Miami.

## Carriera universitaria
Dopo essersi diplomato presso la Corrigan-Camden High School, Ford frequentò per due anni il Kilgore Junior College dove in due anni fu eletto First-Team Southwest Junior College Football Conference's MVP dopo aver guidato la conference con 32 ricezioni e 545 yard ricevute ed inserito nel Second-Team junior college All-American.
Nel 2010 si trasferì ai Miami Hurricanes con i quali prese parte come junior a 9 match iniziandone 1 come titolare e disputando 3 match con almeno 2 ricezioni. Nel primo anno con i Canes corse inoltre per 37 yard nel Sun Bowl perso contro Notre Dame con cui curiosamente giocava proprio colui che fu in seguito TE titolare nei Vikings, ovvero Kyle Rudolph. Nel 2011 prese parte a tutte e 12 le partite in programma partendo in 6 di esse come TE titolare, facendo registrare un personale in una singola partita di 33 yard in ricezione e mettendo a segno una presa in 7 gare.

## Carriera professionistica

### Philadelphia Eagles e Dallas Cowboys
Dopo non esser stato scelto durante il Draft NFL 2012, Ford firmò come undrafted free agent con gli Eagles il 29 aprile. Svincolato a settembre dopo aver preso parte al training camp estivo e alla pre-stagione, il 5 dicembre fu ingaggiato dai Cowboys con i quali fu inserito nella squadra di allenamento per una settimana, prima di essere nuovamente tagliato l'11 dicembre.

### Minnesota Vikings
Il 26 dicembre firmò con i Vikings che lo integrarono anch'essi nella squadra d'allenamento. Dopo aver iniziato la stagione 2013 nella squadra di allenamento, il 26 ottobre fu promosso per la prima volta in carriera nel roster dei 53 giocatori attivi, prendendo il posto lasciato libero dallo svincolato Justin Trattou. Svincolato tre giorni dopo per far posto al reintegrato Trattou, fu reinserito nella squadra di allenamento il 31 ottobre. Il 2 novembre fu ancora una volta reinserito nel roster dei 53 attivi, ed il giorno dopo debuttò tra i professionisti nel match perso 23-27 in casa dei Dallas Cowboys, complice l'infortunio occorso a Kyle Rudolph sul finire del 3º quarto, senza mettere a referto alcuna statistica.. La settimana seguente, nella gara di Thursday Night Football che vide i Vikings tornare al successo contro i Washington Redskins, battuti 27-34 tra le mura amiche del Mall of America Field, Ford disputò la seconda gara consecutiva in carriera giocando alcuni snap al posto del titolare di giornata John Carlson e mettendo a referto la prima ricezione in carriera per due yard.

## Vittorie e premi
Nessuno

## Statistiche
| Partite totali             | 2 |
| Partite totali da titolare | 0 |
| Ricezioni                  | 1 |
| Yard su ricezione          | 2 |
| Touchdown su ricezione     | 0 |

Statistiche aggiornate alla settimana 10 della stagione 2013